# Хризостом (Авайянос)
Митрополи́т Хризосто́м (греч. Μητροπολίτης Χρυσόστομος, в миру Иоа́ннис Авайяно́с греч. Ιωάννης Αβαγιανός; род. 12 августа 1947, Месагрос, Лесбос, Греция) — епископ Элладской православной церкви (формально также Константинопольской православной церкви), митрополит Элефтерупольский (с 2004).

## Биография
Родился 12 августа 1947 года в посёлке Месагрос, на Лесбосе, в Греции.
Окончил богословский институт Афинского университета.
В 1973 году был рукоположён в сан диакона, а в 1977 году — в сан пресвитера. В качестве священника служил во Флоринской, Преспийской и Эордейской, а также Митилинской митрополиях. Позднее занимал различные должности в Афинской архиепископии и был прикомандирован к Ризарийской богословской школе в Афинах. Также в течение ряда лет был кодикографом Священного синода. Им опубликован ряд исследований и выпущены два тома письменных проповедей.
26 апреля 2004 года решением Священного синода иерархии Элладской православной церкви (48 голосами из 65) был избран для рукоположения в сан митрополита Элефтерупольского (за архимандрита Макария (Варла) — 5 голосов и архимандрита Христофора (Колокита) — 1 голос).
28 апреля 2004 года состоялась его архиерейская хиротония.
Вошёл в «Список сослуживших с украинскими раскольниками иерархов Элладской Православной Церкви», распространённый циркулярным письмом Московской патриархии 8 ноября 2022 года, «с кем не благословляется молитвенное и евхаристическое общение и в епархии которых также не благословляется совершение паломнических поездок».